# 야마다 유토 (2001년)
야마다 유토(일본어: 山田 裕翔, 2001년 7월 19일~)는 일본의 축구 선수이다.

## 구단 경력
그는 2024년 J1리그의 도쿄 베르디에 입단했다. 2025년 J2리그의 이와키 FC로 이적했다.